# Мартин Хиден
Мартин Хиден (на немски: Martin Hiden) е роден на 11 март 1973 г. в Щайнц, Австрия. Той е австрийски футболист и играе за националния отбор на страната.

## Успехи
- 3х шампион на Австрия
- 2х Носител на купата на Австрия